# Helga Hošková-Weissová
Pour les articles homonymes, voir Weiss.
Helga Hošková-Weissová, née Helga Weiss le 10 novembre 1929, à Prague, est une artiste peintre et diariste tchèque et une survivante de la Shoah. Elle a publié en 2013 son journal commencé en 1939.

## Biographie
Sa mère, Irena Fuchsova, est couturière et son père, Otto Weiss, est employé à la banque d'État de Prague. Elle grandit à Prague, et peu de temps après son dixième anniversaire, le 10 décembre 1941, elle est déportée avec ses parents dans le ghetto de Theresienstadt. Bien que séparés dans le camp, il leur est possible de se voir et d'échanger des notes clandestines. Il est estimé que 15 000 enfants de moins de 16 ans furent déportés à Theresienstadt. Moins de 100 d'entre eux survécurent à la déportation ultérieure à Auschwitz. Dès son arrivée à Theresienstadt, elle utilise ses talents de dessinatrice pour peindre et dessiner. Son père, à qui elle montre l'un de ses dessins avec un bonhomme de neige, lui dit en décembre 1941 : « Dessine ce que tu vois ». Elle tient un journal dès ce moment, qui comporte des images de sa vie dans le ghetto et qu'elle arrive à conserver pendant la guerre. Elle est incarcérée dans ce qui est appelé « la maison des filles » dans la chambre 24.
En octobre 1944, sa mère et elle, âgée de 15 ans, sont déportées dans le camp de concentration d'Auschwitz.
Avant son départ, elle confie à son oncle Josef Polák, qui tenait à Theresienstadt le registre des effectifs, son journal. Celui-ci le retrouvera dans l'endroit où il l'avait caché après la guerre.
Les personnes déportées sont triées à leur arrivée, les personnes aptes à travailler sont envoyées dans la colonne de droite, les autres dans la colonne de gauche pour être ensuite gazées. Il est possible que Josef Mengele ait été présent ce jour-là, et Helga réussit à le convaincre qu'elle est assez âgée, en prétendant avoir 18 ans. Elle est envoyée à droite, dans la colonne des personnes aptes à travailler. Elle affirme également que sa mère est plus jeune qu'elle ne l'est vraiment pour qu'elle soit aussi envoyée à droite et ainsi échapper à la chambre à gaz.
Après dix jours, elle est transférée d'Auschwitz à Freiberg près de Dresde, un camp auxiliaire de Flossenbürg où elle survit à une « marche de la mort » de 16 jours pour rejoindre le camp de Mauthausen. Elle y reste jusqu'à la libération du camp le 5 mai 1945 par l'armée américaine. Son père meurt à Auschwitz tandis que sa mère survit.
Ses dessins constituent un témoignage de la vie quotidienne des personnes juives dans le camp.
La Seconde Guerre mondiale terminée, Helga Hošková-Weissová se rend à Prague pour faire des études à l'Académie des Beaux-arts. Elle étudie aussi avec l'artiste tchèque Emil Filla à partir de 1950.
Elle se marie avec Jirí Hosek, musicien de l’Orchestre symphonique de la radio tchèque Elle travaille ensuite comme artiste. Après la révolution de novembre 1989, elle expose en Autriche, en Allemagne et en Italie.

## Œuvres
- (en) Helga's Diary: A Young Girl's Account of Life in a Concentration Camp. W. Norton & Company, 2013[7].
- Édition en français : Le journal d’Helga, témoignage et dessins d'une enfant rescapée de la Shoah, traduit par Erika Abrams, Belfond, 2013  (ISBN 9782714454799).

## Honneurs
- 1993 : doctorat honoris causa du Massachusetts College of Art and Design de Boston, pour son œuvre.

- 2009 : 
  - médaille Josef Hlávka.
  - octobre 2009, Václav Klaus lui remet la médaille du Mérite tchèque[8].